# オンズドール
オンズドール（仏: Onze d'Or）は、フランスのサッカー雑誌「オンズ・モンディアル」が主催する、ヨーロッパのリーグでプレーする選手を対象としたサッカーの年間最優秀選手賞である。オンズドールとはフランス語で「黄金のイレブン（11人）」を意味する。2014-15シーズンはフランス人プレイヤーのみが対象となっている。

## 概要
読者投票の集計によって、オンズドール（Onze d'Or, 金）、オンズダルジャン（Onze d'argent, 銀）、オンズ・ド・ブロンズ（Onze de bronze, 銅）が決定する。1991年からは新たに監督賞も設けられた。1995年のオンズ・モンディアル創刊20周年記念で行われたシュペル・オンズドール（仏: Super Onze d'Or）には、ミシェル・プラティニが輝いた。

## 受賞者
| 年度    | オンズドール                     | オンズダルジャン                 | オンズ・ド・ブロンズ             |
| ------- | -------------------------------- | -------------------------------- | -------------------------------- |
| 1976    | ロブ・レンセンブリンク           | ケビン・キーガン                 | ドミニク・ロシュトー             |
| 1977    | ケビン・キーガン                 | ミシェル・プラティニ             | アラン・シモンセン               |
| 1978    | マリオ・ケンペス                 | ヨハン・クランクル               | ロブ・レンセンブリンク           |
| 1979    | ケビン・キーガン                 | トレバー・フランシス             | ロブ・レンセンブリンク (2)       |
| 1980    | カール＝ハインツ・ルンメニゲ     | ケビン・キーガン (2)             | ホルスト・ルベッシュ             |
| 1981    | カール＝ハインツ・ルンメニゲ (2) | パウル・ブライトナー             | ヤン・クーレマンス               |
| 1982    | パオロ・ロッシ                   | アラン・ジレス                   | ファルカン                       |
| 1983    | ミシェル・プラティニ             | ファルカン                       | カール＝ハインツ・ルンメニゲ     |
| 1984    | ミシェル・プラティニ (2)         | ジャン・ティガナ                 | プレーベン・エルケーア・ラルセン |
| 1985    | ミシェル・プラティニ (3)         | プレーベン・エルケーア・ラルセン | ディエゴ・マラドーナ             |
| 1986    | ディエゴ・マラドーナ             | マニュエル・アモロス             | ゲーリー・リネカー               |
| 1987    | ディエゴ・マラドーナ (2)         | マルコ・ファン・バステン         | ジャン・ティガナ                 |
| 1988    | マルコ・ファン・バステン         | ルート・フリット                 | ディエゴ・マラドーナ (2)         |
| 1989    | マルコ・ファン・バステン (2)     | ルート・フリット (2)             | ジャン＝ピエール・パパン         |
| 1990    | ローター・マテウス               | サルヴァトーレ・スキラッチ       | ジャン＝ピエール・パパン (2)     |
| 1991    | ジャン＝ピエール・パパン         | クリス・ワドル                   | ローター・マテウス               |
| 1992    | フリスト・ストイチコフ           | マルコ・ファン・バステン         | ジャン＝ピエール・パパン (3)     |
| 1993    | ロベルト・バッジョ               | アレン・ボクシッチ               | ロマーリオ                       |
| 1994    | ロマーリオ                       | フリスト・ストイチコフ           | ロベルト・バッジョ               |
| 1995    | ジョージ・ウェア                 | ロベルト・バッジョ               | パオロ・マルディーニ             |
| 1996    | エリック・カントナ               | ジョージ・ウェア                 | マティアス・ザマー               |
| 1997    | ロナウド                         | ジネディーヌ・ジダン             | マルコ・シモーネ                 |
| 1998    | ジネディーヌ・ジダン             | ファビアン・バルテズ             | ダヴォール・シューケル           |
| 1999    | リバウド                         | デビッド・ベッカム               | ジネディーヌ・ジダン             |
| 2000    | ジネディーヌ・ジダン (2)         | ルイス・フィーゴ                 | ティエリ・アンリ                 |
| 2001    | ジネディーヌ・ジダン (3)         | マイケル・オーウェン             | ロベール・ピレス                 |
| 2002    | ロナウド (2)                     | ジネディーヌ・ジダン (2)         | ロナウジーニョ                   |
| 2003    | ティエリ・アンリ                 | ジネディーヌ・ジダン (3)         | デビッド・ベッカム               |
| 2004    | ディディエ・ドログバ             | ティエリ・アンリ                 | ロナウジーニョ (2)               |
| 2005    | ロナウジーニョ                   | スティーヴン・ジェラード         | ティエリ・アンリ (2)             |
| 2006    | ティエリ・アンリ (2)             | ロナウジーニョ                   | フランク・リベリー               |
| 2007    | カカ                             | クリスティアーノ・ロナウド       | ディディエ・ドログバ             |
| 2008    | クリスティアーノ・ロナウド       | リオネル・メッシ                 | フランク・リベリー (2)           |
| 2009    | リオネル・メッシ                 | クリスティアーノ・ロナウド (2)   | アンドレス・イニエスタ           |
| 2010-11 | リオネル・メッシ (2)             | アンドレス・イニエスタ           | クリスティアーノ・ロナウド       |
| 2011-12 | リオネル・メッシ (3)             | クリスティアーノ・ロナウド (3)   | ラダメル・ファルカオ             |
| 2014-15 | アントワーヌ・グリーズマン       | ポール・ポグバ                   | アレクサンドル・ラカゼット       |
| 2016-17 | クリスティアーノ・ロナウド (2)   | リオネル・メッシ (2)             | アントワーヌ・グリーズマン       |
| 2017-18 | リオネル・メッシ (4)             | モハメド・サラー                 | クリスティアーノ・ロナウド (2)   |
| 2018-19 | サディオ・マネ                   | リオネル・メッシ (3)             | キリアン・エムバペ               |
| 2020-21 | カリム・ベンゼマ                 | リオネル・メッシ (4)             | ロベルト・レヴァンドフスキ       |
| 2021-22 | カリム・ベンゼマ (2)             | サディオ・マネ                   | ロベルト・レヴァンドフスキ (2)   |
| 2022-23 | アーリング・ハーランド           | カリム・ベンゼマ                 | キリアン・エムバペ (2)           |

## 監督賞
| 年度    | 監督                           | 指導チーム                   |
| ------- | ------------------------------ | ---------------------------- |
| 1991    | レイモン・ゲタルス             | オリンピック・マルセイユ     |
| 1992    | ヨハン・クライフ               | バルセロナ                   |
| 1993    | レイモン・ゲタルス (2)         | オリンピック・マルセイユ     |
| 1994    | ヨハン・クライフ (2)           | バルセロナ                   |
| 1995    | ルイ・ファン・ハール           | アヤックス                   |
| 1996    | ギー・ルー                     | オセール                     |
| 1997    | マルチェロ・リッピ             | ユヴェントス                 |
| 1998    | エメ・ジャケ                   | フランス代表                 |
| 1999    | アレックス・ファーガソン       | マンチェスター・ユナイテッド |
| 2000    | アーセン・ベンゲル             | アーセナル                   |
| 2001    | ジェラール・ウリエ             | リヴァプール                 |
| 2002    | アーセン・ベンゲル (2)         | アーセナル                   |
| 2003    | アーセン・ベンゲル (3)         | アーセナル                   |
| 2004    | アーセン・ベンゲル (4)         | アーセナル                   |
| 2005    | ジョゼ・モウリーニョ           | チェルシー                   |
| 2006    | フランク・ライカールト         | バルセロナ                   |
| 2007    | アレックス・ファーガソン (2)   | マンチェスター・ユナイテッド |
| 2008    | アレックス・ファーガソン (3)   | マンチェスター・ユナイテッド |
| 2009    | ジョゼップ・グアルディオラ     | バルセロナ                   |
| 2010-11 | ジョゼップ・グアルディオラ (2) | バルセロナ                   |
| 2011-12 | ジョゼップ・グアルディオラ (3) | バルセロナ                   |
| 2014-15 | ウベール・フルニエ             | オリンピック・リヨン         |
| 2016-17 | ジネディーヌ・ジダン           | レアル・マドリード           |
| 2017-18 | ジネディーヌ・ジダン (2)       | レアル・マドリード           |
| 2018-19 | ユルゲン・クロップ             | リヴァプール                 |
| 2020-21 | ジネディーヌ・ジダン (3)       | レアル・マドリード           |
| 2021-22 | カルロ・アンチェロッティ       | レアル・マドリード           |
| 2022-23 | カルロ・アンチェロッティ (2)   | レアル・マドリード           |